# Мердзова къща
Мердзовата къща (на гръцки: Αρχοντικό Πέτρου Μέρτζη) е построена в 1874 година за Петрос Мердзис, виден жител на костурското село Невеска (Нимфео), Егейска Македония, тогава в Османската империя, днес в Гърция.
Разположена е в Горната махала на Невеска. Постройката се характеризира като забележително произведение на изкуството, образец на богаташките къщи в района с изключителна рисувана украса в добро състояние. Къщата е характерен образец на къщите в Невеска от втората половина на XIX век. Построена е по подобие на градско жилище от Централна Европа за времето си. Къщата е обявена за защитен паметник в 1991 година.